# Ripple Lake
Der Ripple Lake (englisch für Riffelsee) ist ein rund 200 m langer See an der Ingrid-Christensen-Küste des ostantarktischen Prinzessin-Elisabeth-Lands. Er liegt in den Vestfoldbergen. An seinem Nordufer ragt ein Hügel auf.
Das Antarctic Names Committee of Australia benannte ihn 1983 nach den Rippeln in den markanten Sandbänken an seinem Westufer.